# Zepp Solutions
zepp.solutions is een in Delft gevestigd bedrijf dat waterstof- en brandstofcel-technologie ontwikkelt. Het was in 2017 een tech-startup van vijf oud-teamleden van het Forze Hydrogen Electric Racing team van de Technische Universiteit Delft.
Het bedrijf kondigde begin 2019 een samenwerking aan met vrachtwagenfabrikant Terberg voor het ontwikkelen van een waterstof-elektrische terminaltrekker. Zepp zou hierbij verantwoordelijk zijn voor het ontwerp en de productie van de waterstof-hybride aandrijflijn.
Een ander project waar het bedrijf zich mee bezig hield was de ontwikkeling van een waterstof-elektrische aandrijflijn voor een nieuw model watertaxi in Rotterdam. De boot zou in 2021 de eerste passagiers vervoeren.